# Катастрофа DC-8 под Кэйсвиллом
Катастрофа DC-8 под Кэйсвиллом — авиационная катастрофа, произошедшая ночью воскресенья 18 декабря 1977 года. Грузовой самолёт Douglas DC-8-54F авиакомпании United Airlines Cargo выполнял плановый внутренний рейс UA2860 по маршруту Сан-Франциско—Солт-Лейк-Сити—Чикаго, но при подходе к аэропорту Солт-Лейк-Сити врезался в склон хребта Уосатч в 5 километрах от Кэйсвилла. Погибли все находившиеся на его борту 3 члена экипажа.

## Самолёт
Douglas DC-8-54F (регистрационный номер N8047U, заводской 45880, серийный 275) был выпущен в августе 1966 года. 9 сентября того же года был передан грузовому подразделению авиакомпании United Airlines (United Airlines Cargo). Оснащён четырьмя турбовентиляторными двигателями Pratt & Whitney JT3D (модификация неизвестна). На день катастрофы налетал 29 832 часа.

## Экипаж
Состав экипажа рейса UA2860 был таким:
- Командир воздушного судна (КВС) — 49-летний Джон Р. Фендер (англ. John R. Fender). Очень опытный пилот, в авиакомпании United Airlines проработал 23 года (с 10 декабря 1954 года). Управлял самолётами Convair CV-240, CV-340 и CV-440, Douglas DC-6, Douglas DC-7, SE-210 Caravelle и Boeing 737. На должность командира экипажа был квалифицирован 27 июля 1967 года, в должности командира Douglas DC-8 — с 4 апреля 1973 года. Налетал 14 954 часа, 4148 из них на Douglas DC-8.
- Второй пилот — 46-летний Филипп Э. Модеситт (англ. Phillip E. Modesitt). Опытный пилот, в авиакомпании United Airlines проработал 11 лет и 6 месяцев (с 13 июня 1966 года). Управлял самолётом Boeing 727. В должности второго пилота Douglas DC-8 — с 5 апреля 1977 года. Налетал 9905 часов, 366 из них на Douglas DC-8.
- Бортинженер — 34-летний Стивен Х. Симпсон (англ. Steven H. Simpson). В авиакомпании United Airlines проработал 8 лет и 8 месяцев (с 7 апреля 1969 года). В должности бортинженера Douglas DC-8 — с 5 марта 1977 года. Налетал 5692 часа, 419 из них на Douglas DC-8.

## Расследование
Расследование причин катастрофы рейса UA2860 проводил Национальный совет по безопасности на транспорте (NTSB).
Окончательный отчёт расследования был опубликован 27 июля 1978 года.